# Hirtodrosophila confusa
Hirtodrosophila confusa là một loài ruồi trái cây khá phổ biến ở châu Âu thuộc họ Drosophilidae.
Đây là loài ruồi khá lớn, dài khoảng 3,5 mm, thân màu vàng với các mác tam giác màu nâu trên bụng, cánh màu vàng.

## Phân bố
Chúng phân bố rộng rãi ở phần lớn miền Cổ bắc dù hiếm ở phía bắc, không có ở Đại Anh.